# Бабишкін Олег Кіндратович
Оле́г Кіндра́тович Баби́шкін (псевдонім — Савич Ол.; 4 листопада 1918, Переяслав — 29 червня 1991, Київ) — український радянський літературознавець і мистецтвознавець, доктор філологічних наук з 1963 року, професор з 1967 року. Член Спілки журналістів України і Спілки кінематографістів України з 1968 року, член Спілки письменників України.

## Біографія
Народився 4 листопада 1918 року у місті Переяславі (нині Київська область, Україна). Після закінчення восьмирічної школи, у 1933—1935 роках працював швейником на 4-й взуттєвій фабриці у Києві, навчався на робітничому факультеті. Згодом вчився на філологічному факультеті Київського державного університету імені Тараса Шевченка, який закінчив у 1941 році.
З липня 1941 року в Червоній армії. Брав участь у німецько-радянській війні. Пройшов шлях від донських степів до Угорщини й Австрії, був поранений. Член ВКП(б) з 1944 року. За бойові заслуги нагороджений орденом Вітчизняної війни ІІ ступеня (6 квітня 1985), двома медалями «За відвагу» (22 лютого 1944; 7 травня 1945), медалями «За перемогу над Німеччиною», «За взяття Будапешта», «За взяття Відня».
Упродовж 1945—1960 років працював в Інституті літератури Академії наук УРСР, одночасно у 1946—1948 роках завідував відділом «Літературної газети», у 1948—1949 роках обіймав посаду старшого редактора видавництва «Молодь». У 1960—1965 роках завідував редакцією мистецтва у видавництві «Українська Радянська Енциклопедія». Захистив кандидатську дисертацію; у 1964 році — докторську дисертацію про творчість Лесі Українки (головним опонентом на захисті був Максим Рильський). З 1965 року — професор кафедри історії та теорії журналістики Київського університету; у 1968—1988 роках — професор і завідувач кафедр історії журналістики, теорії й практики радянської преси, літератури та журналістики. Читав історію літератури народів СРСР та курс мистецтвознавства.
Помер у Києві 29 червня 1991 року. Похований у Києві на Байковому кладовищі.

## Доробок
Досліджував українську дореволюційну і радянську літературу і літературну критику, проблеми радянського і зарубіжного кіномистецтва. Автор монографій та літературно-критичних нарисів про творчість українських письменників, з питань драматургії та кіномистецтва, зокрема статей про Миколу Бажана, Олександра Довженка, Ігоря Савченка, Івана Кавалерідзе, драматургію Олександра Олеся, кінодраматургію Юрія Збанацького та інших. Окремими виданнями вийшли праці:
- «Ольга Кобилянська» (1952);
- «Юрій Яновський» (1957);
- «Михайло Стельмах» (1961);
- «Боротьба за реалізм в українській літературі кінця 19 — початку 20 століть» (1961);
- «Володимир Самійленко» (1963);
- «Ольга Кобилянська» (1963);
- «Українська література на екрані» (1966);
- «Амвросій Бучма в кіно» (1966);
- «Агатангел Кримський» (1967);
- «Сучасне кіномистецтво Заходу» (1968);
- «Олесь Гончар» (1968);
- «Кіномистецтво сьогодні» (1972);
- «Радянське багатонаціональне кіномистецтво» (1974);
- «Кінематограф сучасного Заходу» (1984);
- «Кіноспадщина Юрія Яновського» (1987);
- «З вірою в людину» (1987);
- «Олександр Довженко — публіцист: Літературно-критичний нарис» (1989);
- «Шевченкова слава» (1989).

Низку праць присвятив життю і творчості Лесі Українки:
- «Леся Українка в Грузії» (1953);
- «Леся Українка в боротьбі проти українського буржуазного націоналізму» (1954);
- «Леся Українка. Життя і творчість» (1955, у співавторстві з Вараварою Курашовою);
- «Леся Українка в Криму» (1955);
- «Драматургія Лесі Українки» (1963);
- «У мандрівку століть. Слово про Лесю Українку» (1971).

Упорядкував збірники спогадів і статей «Олександр Довженко» (1959), «Олександр Довженко про красу» (1968), «Леся Українка про мистецтво» (1966), книгу «Микола Вороний. Театр і драма» (1969). Автор кількох розділів у першому томі «Історії української літератури».